# 科维尼亚克
科维尼亚克（法語：Cauvignac，法語發音：[koviɲak]）是法国吉伦特省的一个市镇，属于朗贡区。

## 地理
科维尼亚克（44°25'5"N, 0°4'46"W）面积5.51 平方千米，位于法国新阿基坦大区吉倫特省，该省份为法国西南部沿海省份，是法國本土面积最大的省，北起滨海夏朗德省，西临大西洋，南至朗德省，东南接洛特-加龍省，东临多爾多涅省。
与科维尼亚克接壤的市镇（或旧市镇、城区）包括：西加朗、格里尼奥尔斯、拉瓦藏、马里翁、马塞耶、桑代茨。

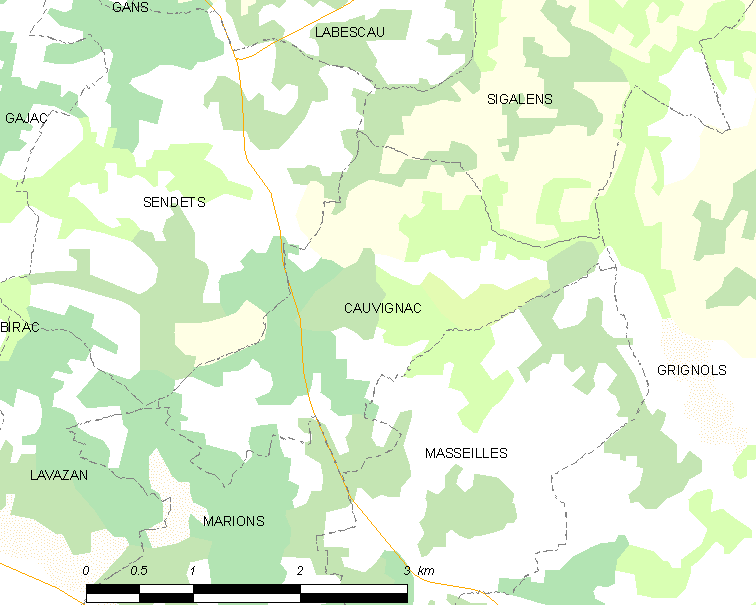
科维尼亚克的OSM定位图

科维尼亚克的时区为UTC+01:00、UTC+02:00（夏令时）。

## 行政
科维尼亚克的邮政编码为33690，INSEE市镇编码为33113。

## 政治
科维尼亚克所属的省级选区为南吉伦特县。

## 人口

1962-2008年间科维尼亚克人口变化图示

科维尼亚克于2022年1月1日时的人口数量为144人。